# Loup-Table
Loup-Table est une sculpture réalisée par Victor Brauner en 1947 à partir d'un motif conçu en 1939. Il s'agit d'une table basse en bois agrémentée de la tête, de la queue et des testicules d'un renard mort. Présentée au public à l'occasion d'une exposition à la galerie Maeght, Le Surréalisme en 1947, elle est conservée au musée d'histoire à Marseille, également à Toulouse en 2019. 
Description : C'est une table qui mesure 54 × 57 × 28,5 cm ; sur le dessus on peut observer une tête de renard roux (Vulpes vulpes) mort. Les testicules du renard sont formés à partir de sa fourrure.
La peinture est aussi fabriquée à partir de sang de renard et de peinture marron à l'huile.
La technique utilisée est "peinture de sang menstruel".